# Libuše Procházková (politička KSČ)
Libuše Procházková (* 1934) byla česká a československá politička Komunistické strany Československa a poslankyně Sněmovny lidu Federálního shromáždění za normalizace.

## Biografie
K roku 1971 se profesně uvádí jako učitelka ZDŠ.
Ve volbách roku 1971 zasedla do Sněmovny lidu (volební obvod č. 43 - Cheb, Západočeský kraj). Ve FS setrvala do konce funkčního období, tedy do voleb roku 1976.